# Gerardo dei Tintori
Gerardo dei Tintori eller Tintore, född 1134 i Monza, död 6 juni 1207 i Monza, är ett helgon i Romersk-katolska kyrkan. Gerardo grundade ett sjukhus för de fattiga och sjuka i Monza. Han är tillsammans med Johannes Döparen Monzas skyddshelgon.